# Atlas (Kartografie)
Der Atlas (Plural Atlanten oder – in der Kartografie weniger gebräuchlich – Atlasse) ist in der Kartografie eine Sammlung thematisch, inhaltlich oder regional zusammenhängender Landkarten in Buchform oder loser Folge.
Abweichend von der Definition, dass ein Atlas normalerweise Kartenmaterial enthält, verwenden manche Verlage das Wort auch, um ein mit viel Bildmaterial versehenes Nachschlagewerk zu einem bestimmten Wissensbereich zu bezeichnen (zum Beispiel dtv-Atlas zur Ökologie, deutscher Taschenbuchverlag, 1990).

## Etymologie
Der Begriff Atlas geht auf Gerhard Mercator und sein 1595 postum erschienenes Werk Atlas sive cosmographicae meditationes de fabrica mundi et fabricati figura („Atlas oder kosmografische Betrachtungen über die Schöpfung der Welt und die Form derselben“) zurück. Mercator erläutert im Vorwort die Namensgebung seines Werks bezogen auf den mythischen König Atlas von Mauretanien der bei Diodorus Siculus als weiser Kenner der Gestirne und ihrer Kugelgestalt erscheint., Atlas von Mauretanien gehört zum Sagenkreis um den Titan-Atlas.

## Gliederungsmöglichkeiten
- nach Medien
  - Papieratlas
  - elektronischer Atlas
  - Audio-Atlas
- nach Format
  - Riesenatlas
  - Handatlas
  - Taschenatlas
- nach Zweck
  - Schulatlas
  - Autoatlas
  - Fachatlas
  - Planungsatlas
- nach Darstellungsgebiet

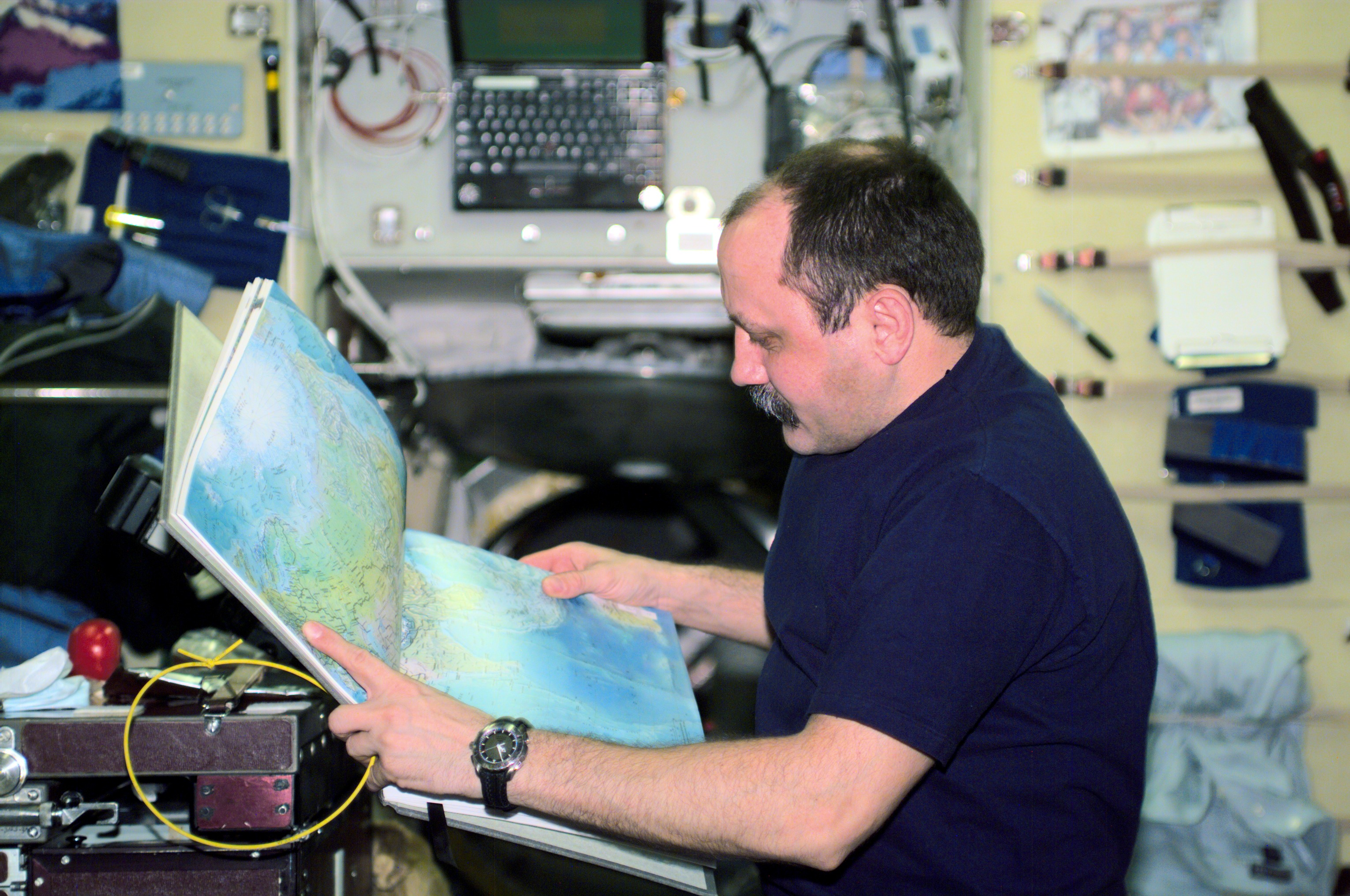
Raumfahrer Juri Ussatschow, Kommandant bei der ISS-Expedition 2, auf der ISS mit einem Atlas. Der Kommandant der ersten ISS-Crew, Bill Shepherd, hatte bemängelt, dass der Umgang mit einem entsprechenden Computerprogramm unpraktisch sei. Also ging man wieder zur konventionellen Technik über.

  - Weltatlas (als Weltatlas veröffentlichte Werke sind zumeist richtiger als Erdatlas zu bezeichnen, wenn sie nicht auch Darstellungen des Mondes und des Sonnensystems enthalten)
  - Nationalatlas
  - Stadtatlas
- nach Inhalten
  - Umweltatlas
  - Geschichtsatlas
  - Literaturatlas
  - Sprachatlas
  - Wellenatlas

## Grundprinzipien der Atlaserstellung
Ein fester Plan, dessen Prinzipien für alle Karten maßgebend sind, sollte jedem solchen Unternehmen zu Grunde liegen. Dieser Plan erstreckt sich
1. auf die Zahl der Karten, ihre Ordnung und ihr Format,
2. auf die Vollständigkeit, gegenüber der Anzahl von Landflächen, die nicht dargestellt werden und anderen, die ungenügend bearbeitet erscheinen,
3. auf das Reduktionsverhältnis, insofern es des bequemen Vergleiches wegen erwünscht ist, wenn gewisse Folgen von Karten (zum Beispiel die Karten der Erdteile, der europäischen Staaten usw.) in gleich großem Maßstab entworfen werden oder, wenn Ausnahmen stattfinden müssen, die verschiedenen Maßstäbe unter sich gut vergleichbar sind (zum Beispiel 1:1 Mio., 1:2 Mio., 1:4 Mio. usw.),
4. auf den Karteninhalt, das heißt auf eine zum Raum verhältnismäßige, dem Hauptzweck des Atlas entsprechende Auswahl der Details, eine Hauptaufgabe des Kartografen, der bei dieser Gelegenheit seine geografischen Kenntnisse bestens verwerten und zeigen kann, dann eine den einzelnen Kartenfolgen tunlichst gleichförmige Bezeichnung der Objekte (Orte, Bahnen, Straßen usw.),
5. auf die kluge Benutzung disponibler Räume zu Illustrationen (Nebenkärtchen von Hauptstädten, Fabrikbezirken, Pässen usw.), wenn der Maßstab der Karten zu solchen oft sehr nötigen Darstellungen nicht ausreicht,
6. auf die möglichst gleichartige technische Ausführung.

## Geschichte der Atlaskartografie

### 1500 bis 1800

#### Niederlande

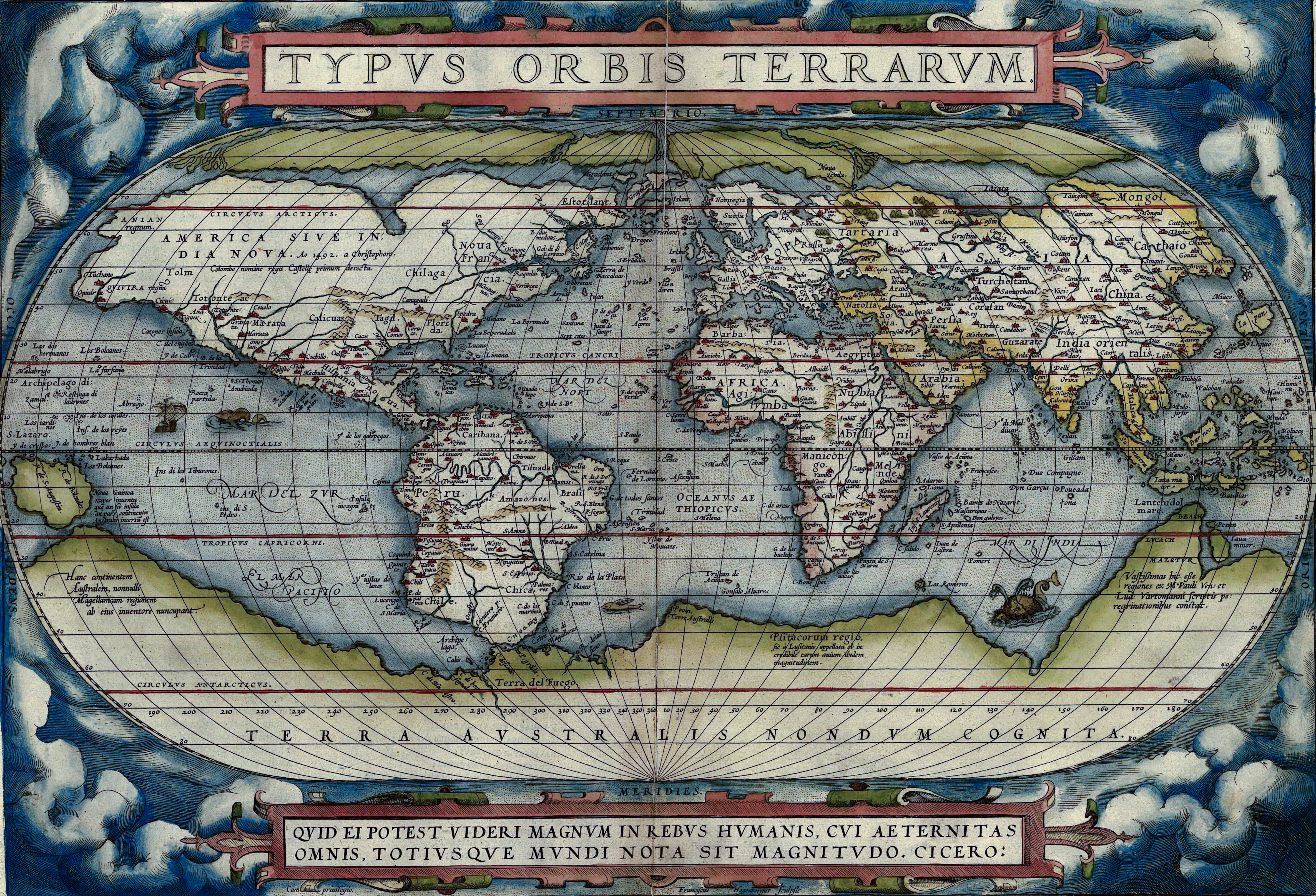
Weltkarte des Theatrum Orbis Terrarum von 1570

Der Anfang der großen Entdeckungsreisen läutete eine neue Entwicklung der Kartografie ein. Bis ins 15. Jahrhundert waren Landkarten basiert auf den klassischen Arbeiten des Ptolemäus (2. Jh. n. Chr.) und Atlanten beliebige Sammlungen zusammengebundener Karten. Der erste Atlas, im Sinne eines Buches, das in einer bestimmten Auflage verlegt wird mit Karten gleichen Formats, die speziell für diese Ausgabe entworfen oder angefertigt sind, war Theatrum Orbis Terrarum (d. h. Weltbühne) von Abraham Ortelius (1527–1598), 1570 erschienen zu Antwerpen, ein Foliant mit 70 aktuellen Karten, die inhaltlich aufeinander abgestimmt waren. Es sind 41 Ausgaben bekannt, die bis 1612 in verschiedenen Sprachen publiziert wurden. Ein derartiger Atlas war jener von Gerhard und Cornelis de Jode: Speculum Orbis Terrarum (d. h. Weltspiegel, Antwerpen, 1578) mit 36 Karten (2. Aufl. 1593, 52 Karten).

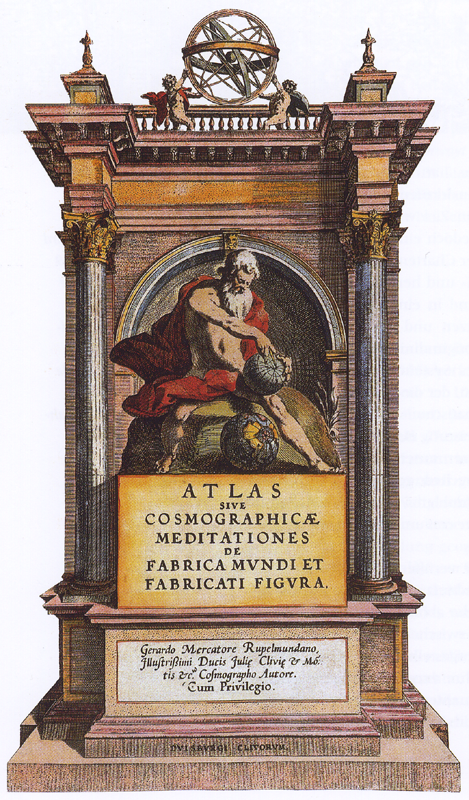
Titelkupfer zum dreibändigen Atlas Mercators, das ein Jahr nach dessen Tod von seinem Sohn Rumold veröffentlicht wurde und in dem erstmals die Bezeichnung „Atlas“ auftaucht

Der Erste, der Atlas als Titel für ein ähnliches Werk verwendete, war der aus Rupelmonde in Flandern gebürtige Gerhard Mercator (1512–1594, heute noch bekannt von der gleichnamigen Projektion, 1569), der den kurz nach seinem Tode verlegten Atlas sive cosmographicae meditationes de fabrica mundi et fabricati figura (d. h. „Atlas oder kosmografische Betrachtungen über die Schöpfung der Welt und die Form derselben“) schuf (Duisburg, 1595, 2. Aufl. Düsseldorf, 1602).
Die Kupferplatten wurden 1604 an den Betrieb des aus Flandern gebürtigen Jodocus (Josse) Hondius (1563–1612) zu Amsterdam verkauft, der den Atlas Mercators 1606 mit 36 neuen Karten vermehrte. Davon erschienen bis 1636 neue, erweiterte Ausgaben in mehreren Sprachen. Gleich erfolgreich war die von Hondius publizierte ausgewählte Ausgabe von Mercators Atlas, der Atlas Minor (d. h. kleiner Atlas, Amsterdam, 1607 und später). Amsterdam war der Mittelpunkt der Weltkartografie geworden.

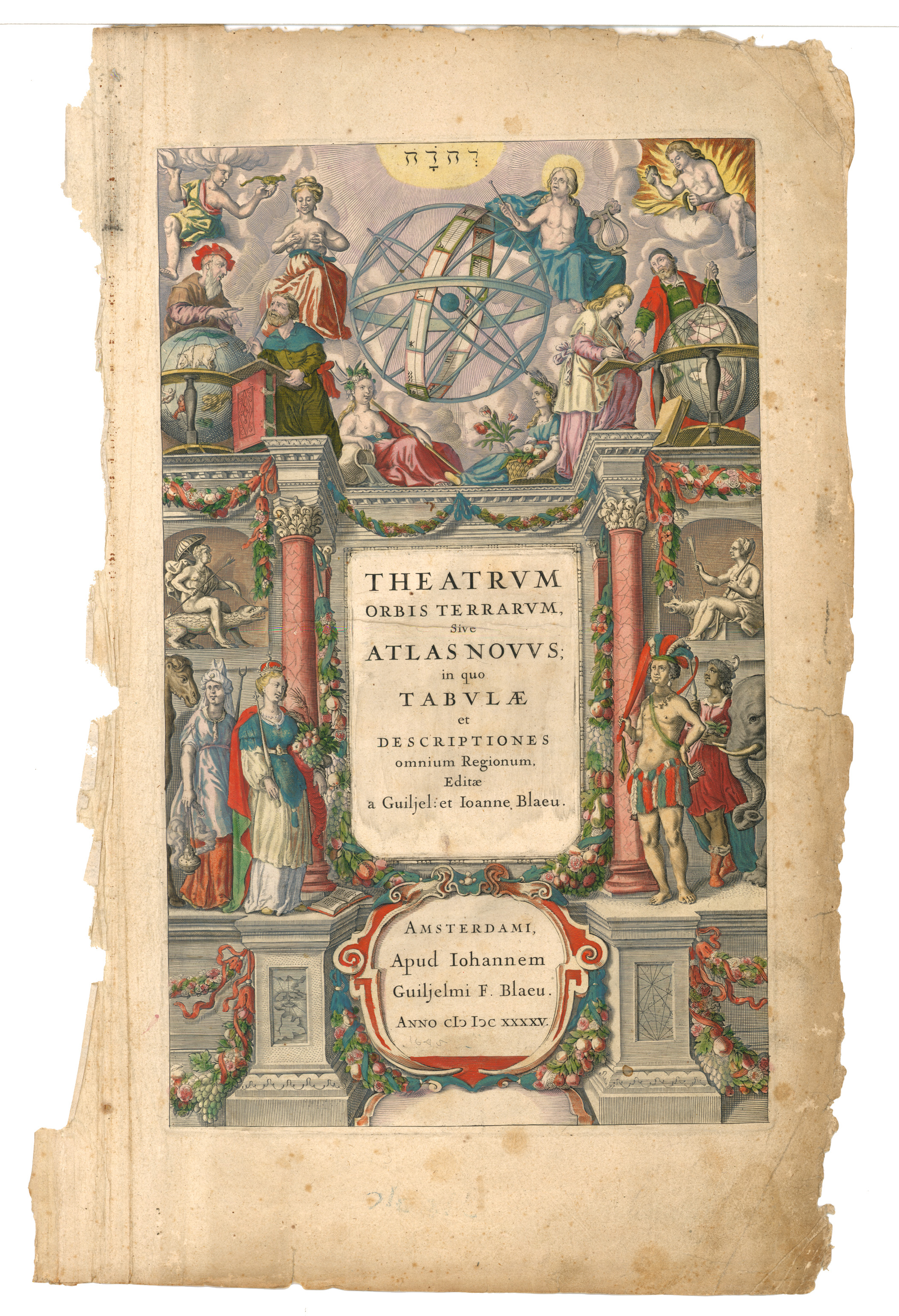
Titelblatt des Theatrum orbis terrarum, sive, Atlas Novus, 1645

Der Teilhaber im Geschäft von Hondius, Johannes Janssonius aus Arnheim (1588–1664), gab 1638 den zweiteiligen Atlas Novus (d. h. neuer Atlas) heraus, der 1658 bis zu sechs Bände ausgewachsen war. In diesem Jahr erschien außerdem der elfbändige Atlas Maior (d. h. großer Atlas), jedoch mit älteren Karten, mit der Absicht zu konkurrieren mit der ebenfalls in Amsterdam ansässigen, von Willem Blaeu aus Alkmaar (1571–1638) gegründeten kartografischen Anstalt. Blaeu beschäftigte sich erst seit 1629 mit dem Verlag von Atlanten; erstmals mit Ergänzungsblättern zu den Atlanten von Ortelius und Mercator. 1634 verlegte Blaeu einen zweiteiligen Weltatlas, in Anlehnung an Ortelius betitelten Theatrum Orbis Terrarum, sive, Atlas Novus mit 208 Karten, der 1655 einen Umfang angenommen hatte von 6 Bänden mit 400 Karten. Den Höhepunkt bildete dennoch der von dem Sohn Blaeus, Joan Blaeu (1598–1673) herausgegebene Atlas Maior, der in verschiedenen internationalen Ausgaben in neun bis zwölf Bänden mit etwa 600 Tafeln ab 1662 erschien. Der Atlas Maior bildete die Grundlage für den 50-bändigen Atlas Blaeu-Van der Hem mit mehr als 2000 Tafeln, der in der Nationalbibliothek von Österreich in Wien aufbewahrt wird. Ebenfalls bei Blaeu entstand 1664 der Rostocker Große Atlas, der als drittgrößtes Buch überhaupt gilt.

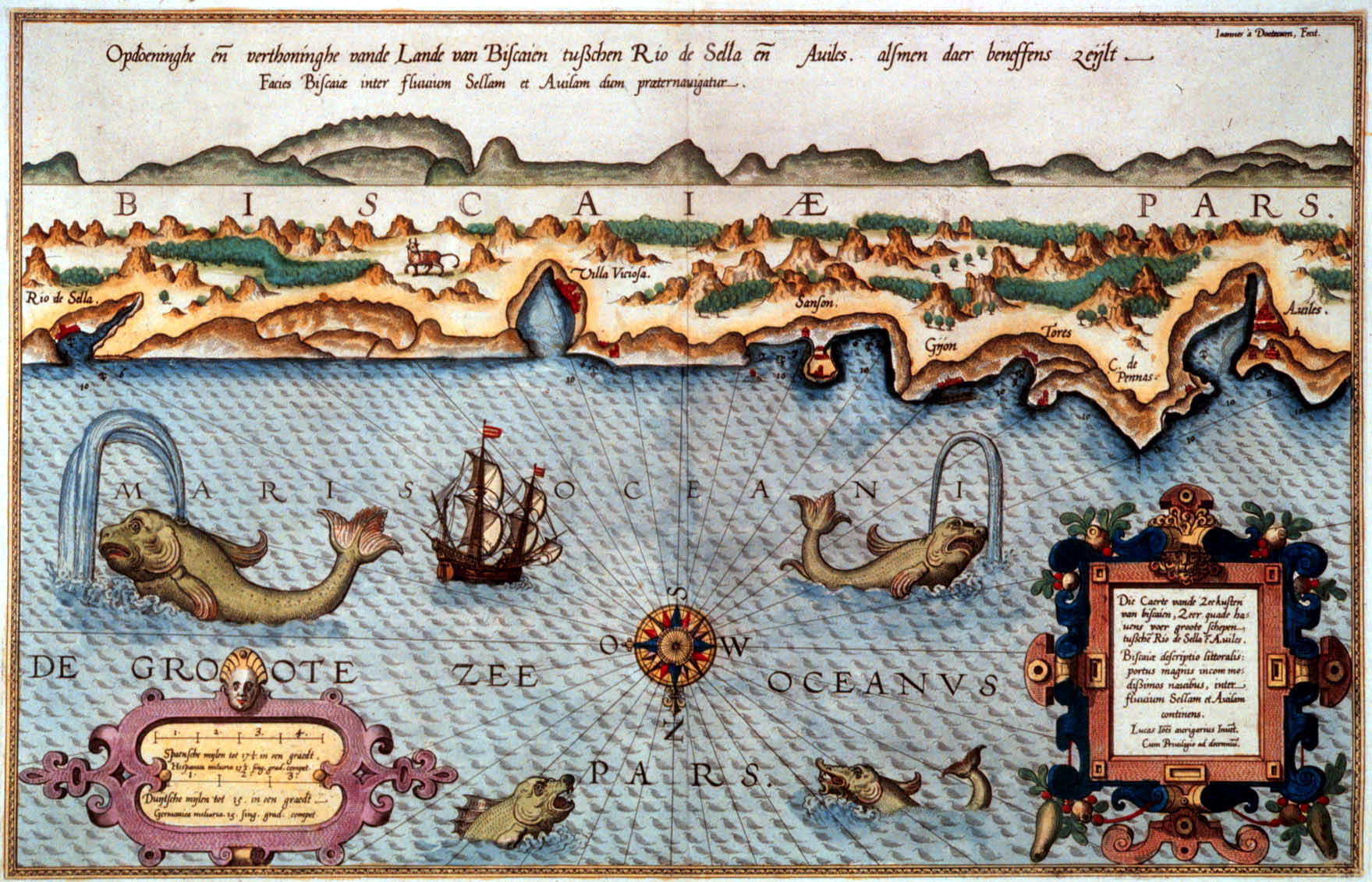
Darstellung des Golfs von Biscaya, Waghenaer, 1586

Gleichfalls in Amsterdam ansässig war Frederik de Wit (1630–1706), der als einer der wichtigsten Verleger von Karten in der 2. Hälfte des 17. Jahrhunderts galt. Seine Atlanten sind meistens nicht datiert, tragen nur den Titel Atlas oder Atlas Maior und enthielten in den älteren Ausgaben auch Karten von Janssonius oder Blaeu. Bekannt ist sein Seeatlas Orbis Maritimus ofte Zee-atlas mit 27 Karten. Der Verlag von Seeatlanten war übrigens schon früheren Datums: bereits 1584/85 war bei Plantijn in Leiden Spiegel der Zeevaerdt (2 Bde. mit je 23 Karten) von Lucas Janszoon Waghenaer (1533–1606) erschienen. Auch andere verlegten Seeatlanten, beispielsweise Blaeu: Het Licht der Zee-Vaert (1608, 42 Karten) und Zeespiegel (1623, mit 111 Karten).

#### Frankreich
Das Goldene Zeitalter nennt man die Blütezeit des 17. Jahrhunderts in Holland. Doch das Ende dieser Epoche war auch das Ende der führenden Stelle der Niederländer auf dem Gebiet der Atlaskartografie. Atlanten wurden zwar neu aufgelegt, doch nicht auf dem Laufenden erhalten. Die Vorherrschaft wurde von Frankreich übernommen, das damals voranging in Wissenschaft und Kunst. Bereits 1652 hatten Nicolas Sanson (1600–1667) und Pierre Mariette (1603–1657) einen Atlas herausgegeben, der 1658 von den Cartes générales de toutes les parties du monde (Paris, 1658, mit 113 Karten, bis 1676 sechs weitere Auflagen) gefolgt wurde, welche die niederländischen Atlanten an Zuverlässigkeit und Aktualität übertrafen. Durch Anwendung der Triangulation wurde die Genauigkeit der Karten stark verbessert. Ein erstes Beispiel davon sind die Atlanten von Nicolas de Fer (1646–1720), der seinen Atlas curieux ou le monde dressé (Paris, 1699, 2 Bde. mit 295 Tafeln), basierte auf den neuesten Vermessungsdaten der französischen Académie des sciences und diese Daten außerdem noch von Astronomen nachprüfen ließ.
Der Atlas Nouveau von Guillaume Delisle (1675–1726), der 1730 in Amsterdam erschien, zählte 56 Karten; in späteren Auflagen erweitert bis 138. Delisle pflegte Beziehungen mit Gelehrten und Behörden in der ganzen Welt (u. a. mit dem russischen Zaren Peter den Großen) mit der Absicht originelle Vorlagen für seine Karten zu erwerben.
Der berühmte Kartograf Jean-Baptiste Bourguignon d’Anville (1697–1782) verwendete nicht nur aktuelle geodätische Angaben, sondern auch, nach kritischer Prüfung, Berichte von Entdeckungsreisenden. Bekannt ist sein Atlas Général (1780, 46 Blatt).
Rigobert Bonne (1727–1794), der noch Bekanntheit genießt durch die nach ihm genannten Kartenprojektion, machte von sich reden mit dem Atlas moderne ou collection de cartes sur toutes les parties du globe terrestre (Paris, 1771) und mit dem zusammen mit Nicolas Desmarest (1725–1815) verfassten 3-bändigen Atlas zu der von Panckoucke verlegten neuen Ausgabe (Paris, 1787/88) der berühmten Encyclopédie von Diderot und d’Alembert.
Übrigens hat Max Eckert-Greifendorff festgestellt, dass „die Karte damals als ein Gemälde angesehen wurde, was schon mit der Bezeichnung pictura gesagt wird; der Karteninhalt erscheint mehr oder minder als Nebensache und das Drum und Dran die Hauptsache, d. h. die reich verschnörkelte Randleiste, die Titelsetzungen und -verzierungen, die Parerga und sonstige Ausschmückungen. Erst Ende des 18. und Anfang des 19. Jahrhunderts verblasst die Bezeichnung pictura und mehren sich die Ansichten, dass die Karte ein bedeutendes wissenschaftliches Erzeugnis ist“. So gab in Frankreich die Aufklärung Anlass zum Erscheinen von Schul- und Taschenatlanten ohne überschwänglichen Schmuck, dennoch gut fundiert, beispielsweise der Atlas moderne ou collection des cartes von De La Croix (Paris, um 1762, mit 37 Karten und Text). Aber auch die französische Kartografie geriet in Verfall und war im 19. Jahrhundert unbedeutend geworden.

#### England
Die bekanntesten englischen Atlanten des 18. Jahrhunderts waren New and Compleat Atlas (1720, 27 Karten) von Herman Moll, New General Atlas (1721, 48 Tafeln) von Senex, General Atlas (1770) und New Universal Atlas (1790) von Kitchin, General Atlas of the four grand quarters of the World (1778, später General Atlas of the World) von Faden, u. a. Sie lassen sich jedoch nicht vergleichen mit den französischen Atlanten in der gleichen Periode.

#### Deutschland

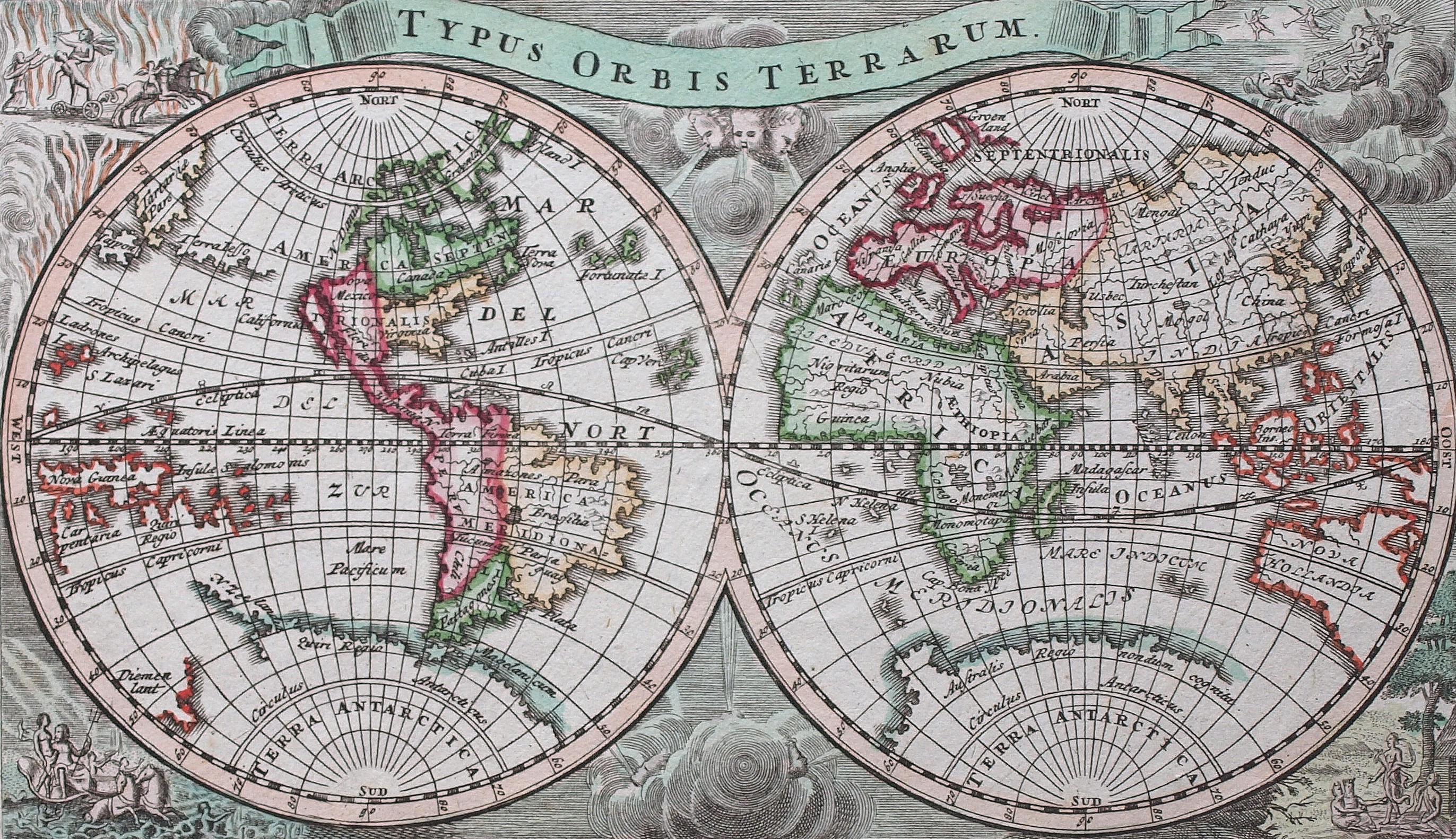
Weltkarte aus dem Atlas portatilis (1717–1780) von Melissantes und Johann Christoph Weigel

Der wissenschaftliche Wert der Atlanten, die im 18. Jahrhundert in Deutschland erschienen, war beschränkt. Der bekannteste Kartograph und Verleger war Johann Baptist Homann (1664–1724) aus Nürnberg, der mehrere große Atlanten verlegte, so etwa Grosser Atlas über die ganze Welt (1716, 126 Karten). Seine Erben erweiterten den Verlag mit einem 3-bändigen Atlas geographicus maior (1740), der aber auch Arbeiten von anderen enthielt. Ein Schüler Homanns, Mattias Seutter (1678–1756) aus Augsburg publizierte verschiedene Atlanten, beispielsweise einen Atlas Geographicus (1720) mit 46 Karten, der mehrmals aufgelegt wurde. Im Allgemeinen aber sind Seutters Arbeiten wenig originell und meistens Nachstiche. Der kleine zweiteilige ATLAS PORTATILIS von Johann Christoph Weigel (Kupferstecher) und Johann Gottfried Gregorii alias MELISSANTES (Textautor) erfuhr zwischen 1717/1723 und 1780 einige Auflagen. Der zweite Teil unter der Bezeichnung Continuirter ATLAS PORTATILIS GERMANICUS war durch die partielle Verwendung der guten Vorlagen von Adam Friedrich Zürner schon einigermaßen genau, was auch den Jahrzehnte währenden Gebrauch dieser handlichen Schul- und Reiseatlanten im Taschenformat erklärt.

#### Österreich
Erst am Ende des 18. Jahrhunderts ist in Österreich von einer eigenen Atlaskultur die Rede. Als bekannteste Werke gelten Schrämbls Allgemeiner Grosser Atlas (Wien, 1786 und später, 133 Karten) und der wohl namenreichste Atlas aller Zeiten, der Schauplatz der fünf Theile der Welt, verlegt von Franz Johann Joseph von Reilly (Wien, 1789 und später), mit 830 Tafeln, der nicht ganz vollendet wurde.

### 1800 bis 2000
Durch die Umstellung der Kartografie von traditionellen analogen Verfahren auf Computerkartografie hat sich die Darstellung der Topografie in Atlaskarten seit den letzten Jahren des 20. Jahrhunderts deutlich sichtbar geändert, so werden daher heute insbesondere keine Atlanten mit Gebirgsdarstellung in Schraffur mehr veröffentlicht. Zugleich, wenn auch nicht als Folge der technischen Umstellung, sind in den meisten modernen Weltatlanten die Autobahnen im Gegensatz zur früheren traditionellen Kartografie mit besonders dicken, oft aus zwei parallelen Linien mit gelber Füllfarbe bestehenden Liniensignaturen dargestellt, was meistens mit einer Reduzierung anderer Karteninhalte wie beispielsweise Ortsnamenbeschriftung oder Eisenbahnstrecken verbunden ist. Einige moderne Weltatlanten weisen auch eine die Lesbarkeit des sonstigen Karteninhalts einschränkende rechteckige farbige Unterlegung der Namen von Orten mit besonderen touristischen Sehenswürdigkeiten auf.

#### Deutschland
Im 19. und der ersten Hälfte des 20. Jahrhunderts nahm die deutsche Atlaskartographie mit unübertroffenen Meisterwerken eine dominante Position ein. Die private Kartographie war bis etwa 1870 hauptsächlich in Thüringen (Weimar, Gotha, Hildburghausen) konzentriert. Danach wurde Leipzig das neue Zentrum, als sich dort Verlage wie Velhagen & Klasing, Wagner & Debes und Bibliographisches Institut niederließen. Das blieb es bis 1945.

##### Geographisches Institut Weimar
Am Anfang gab es den 1807 vollendeten Allgemeiner Hand-Atlas der ganzen Erde… (spätere Titel: Großer Handatlas des Himmels und der Erde) verlegt beim Landes-Industrie-Comptoir bzw. Geographischen Institut (1791–1905) zu Weimar. In der Periode 1820–45 gab vor allem Carl Ferdinand Weiland (1782–1847) diesem Werk von etwa 60 × 40 cm Gestalt, 1845–55 Heinrich Kiepert (1818–1899) und zuletzt Carl und Adolf Gräf. Die letzte (49.) Auflage erschien ab 1880.

##### Hinrichs
Seit 1815 gab es bei Hinrichs, Leipzig den Neuen Atlas der ganzen Welt … mit besonderer Rücksicht auf die geographischen Lehrbücher von Dr. C.G.D. Stein. Der damals bekannte Geograph Dr. Christian Gottfried Daniel Stein (1771–1830) war nur Namensgeber und hatte tatsächlich nichts mit dem Atlas zu tun. Die Kartographie war den ersten Auflagen von Stielers Handatlas mindestens ebenbürtig; die Karten wurden meistens von Friedrich Wilhelm Streit († 1839), später von dem Schweizer Kartographen Jakob Melchior Ziegler (1801–1883) entworfen und gezeichnet. Eine 35. Auflage erschien noch 1878 (mehr nicht ermittelt).

##### Justus Perthes
Sehr aktiv war der Verlag Justus Perthes, Gotha, gegründet 1785 und noch immer in Gotha etabliert (Klett/Perthes). Er wechselte erst später als die Konkurrenz zur Lithographie hinüber. 1817 wurde angefangen mit der Veröffentlichung von Stielers Hand-Atlas, benannt nach Adolf Stieler (1775–1836). Dieser Atlas bestand aus 50 Karten und wurde 1823 vollendet. Die späteren Ausgaben werden betrachtet wie ein Kunstwerk von großem wissenschaftlichen Wert und die Qualität der Kupferstiche wird sehr geschätzt.

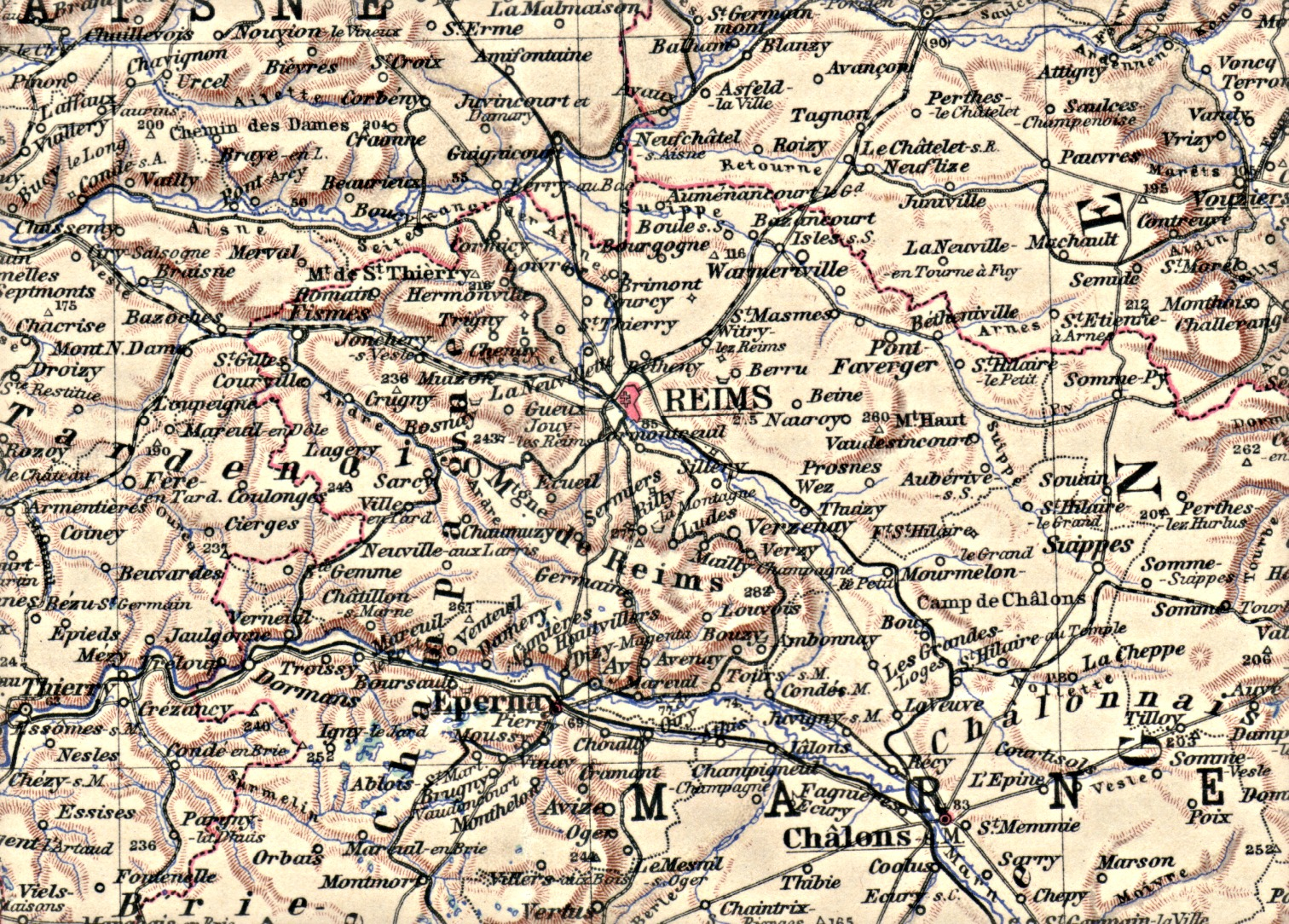
Ausschnitt aus Blatt 33 „Nordostfrankreich – Belgien – Luxemburg“ des Stielers Hand-Atlas, 10. Aufl., Hundertjahr-Ausgabe, Gotha, Justus Perthes, 1925 ff.

Eigentlich haben alle Karten aus der ersten Hälfte des 19. Jahrhunderts dieselbe Ansicht: dieselbe Typographie, dieselbe raupenartige Darstellung von Gebirgen, den Ästen eines Tannenbaums ähnlich. Süd-West Deutschland und Schweiz im Stieler (1868), nach dem Entwurf von Carl Vogel (1828–1897), kann als die erste moderne Atlaskarte betrachtet werden. Die sachliche Schrift von H. Eberhardt und die plastische Geländedarstellung von W. Weiler wurden überall nachgeahmt. Es würde aber noch bis zur 9. Auflage von 1905 dauern, bevor alle Karten im Stieler auf diese Art angefertigt werden würden. Diese 9. Ausgabe, die zum ersten Mal in Lithographie realisiert wurde, enthielt 100 Karten. Das war eine Verdopplung des Umfangs der ersten Auflage von 1823 und wird drucktechnisch als die beste von Stieler angesehen. Die Geländedarstellung ist in frühen Auflagen der 10. Ausgabe (1925) zu schwer angesetzt, was die Lesbarkeit verschlechtert. Diese Hundertjahr-Ausgabe, die 108 Karten zählte und ein Register von 320.000 Namen enthielt, erschien bis 1945. Eine noch umfassendere, internationale Ausgabe von dem Stieler-Atlas blieb mit 84 der geplanten 114 Karten unvollendet.
Der Verlag J.Perthes ist auch international bekannt durch die Veröffentlichung folgender Atlanten:
- Berghaus’ Physikalischer Atlas (1848, 3. Aufl. 1892),
- Spruners Historisch-Geographischer Handatlas (1851 und später),
- Justus Perthes’ Taschenatlanten (Taschenatlas, Taschenatlas vom Deutschen Reich, See-Atlas, Atlas Antiquus, Geschichtsatlas, Staatsbürger-Atlas),
- verschiedene Schulatlanten, darunter Sydow-Wagners Methodischer Schulatlas (1888; 23. (letzte) Aufl. 1944).

##### Bibliographisches Institut – Brockhaus
Das Bibliographische Institut wurde 1826 gegründet von Carl Joseph Meyer (1796 bis 1856). 1984 fusionierte dieser Verlag mit F.A. Brockhaus. Die Aktien der Bibliographisches Institut & F.A. Brockhaus AG sind seit 1988 größtenteils im Besitz des Langenscheidt Verlags. Das Bibliographische Institut veröffentlichte im 19. Jahrhundert zahlreiche große Handatlanten, unter denen der Große Hand-Atlas über alle Theile der Erde in 170 Karten (1843 bis 1860) der größte war.
Die in der Periode 1892 bis 1945 vom Bibliographischen Institut verlegten Atlanten basierten alle auf Kartenmaterial von Meyers Lexika und/oder Meyers Reisebücher. Die ersten Atlanten größeren Umfangs, die nach dem Zweiten Weltkrieg vom Bibliographischen Institut herausgegeben wurden, waren Meyers Neuer Geographischer Handatlas (1966) und Großes Duden-Lexikon Weltatlas (1969). Die kartographische Tätigkeit des Brockhaus Verlages war weniger bedeutend und beschränkte sich hauptsächlich auf die Kartenbeilagen seiner Lexika.

##### Verlag Carl Flemming
Der vom Verlag Carl Flemming herausgegebene Vollständige Hand-Atlas der neueren Erdbeschreibung von Sohr darf nicht vergessen werden. Nach manchen Quellen ist Sohr eine fiktive Figur, der jedoch Prof. Wilhelm Bonacker einen lobenden Artikel widmete. Sohr erarbeitete diesen Atlas in Zusammenarbeit mit Heinrich Berghaus (1797–1884). Der Atlas erschien zum ersten Mal in den Jahren 1842 bis 1844, die 9. und letzte (unvollendete) Auflage erschien 1902 bis 1906. Der Verlag wurde 1932 aufgelöst.

##### Dietrich Reimer
Der berühmte Kartograph Heinrich Kiepert (1818–1899) edierte den großen Atlas aus Weimar. Seine wichtigsten Aktivitäten entfaltete er jedoch für Verleger Dietrich Reimer aus Berlin. Vor allem ist sein dort veröffentlichter Atlas Antiquus (1859) bekannt, der in hunderttausenden von Exemplaren über die ganze Welt verbreitet wurde und in viele Sprachen übersetzt wurde. Kieperts wichtigstes geografisches Werk ist sein Neuer Handatlas von 1860, von dem die 3. Auflage 1896 erschien.

##### Velhagen & Klasing
Der große Handatlas dieses Verlags ist Andrees Allgemeiner Handatlas (nach Richard Andree, 1835–1912). Der Verlag, gegründet 1835, wurde von Franz Cornelsen 1954 übernommen und rund 1990 aufgelöst. Die erste Auflage dieses Atlas erschien 1881. Die umfangreichste Ausgabe war die 8. Auflage, 5. Abdruck 1930 mit über 300.000 Namen. Eine ausgewählte Ausgabe erschien 1937. Dieser Atlas hatte ein größeres Format als der Stieler, eine ruhigere Kartenansicht und verwendete eine noch bessere Typografie. Die wichtigsten Mitarbeiter waren A. Scobel (1851–1912), G. Jungk († 1932), R. Köcher († 1958), E. Umbreit († 1904), A. Thomas († 1930), H. Mielisch († 1925) und K. Tänzler († 1944). Eine Anzahl Karten wurde aber anderswo gezeichnet oder lithografiert (Peip, Wagner & Debes, Sternkopf, Sulzer). Andere bekannte Titel von Velhagen & Klasing sind:
- Putzgers Historischer Schulatlas / Weltatlas (nach Friedrich Wilhelm Putzger) von 1877, 100. Aufl. 1979
- Großer Volksatlas 1935
- Großer Wehratlas 1937

##### Weitere
Der letzte der großen deutschen Handatlanten aus dem 19. und der ersten Hälfte des 20. Jahrhunderts, hätte genauso gut der erste sein können: Debes Neuer Handatlas (genannt nach Ernst Debes (1840–1923)), 1895, 4. Auflage 1913 – 2. Abdruck 1914, von der Geographischen Anstalt von Wagner & Debes. Dieser Atlas erschien ab 1935 als Columbus WeltAtlas, ergänzt mit Karten von Columbus Verlag P. Oestergaard (= 5. Auflage; 8. Aufl. 1941) mit noch einigen kurzgefassten Ausgaben nach dem Krieg. Wagner & Debes arbeiteten aber vor allem im Auftrag und lieferten zum Beispiel die Karten für die Reiseführer von Baedeker und die Lexika von Pierer und Herder.

Diercke Weltatlas: Einband der 10. Auflage, Braunschweig 1887

Die Firma Georg Westermann aus Braunschweig, gegründet 1838, ist der Verleger von Westermanns Weltatlas (1922; 39. Aufl. um 1932; heute auch in Faksimile!) und des noch immer bestehenden Diercke Schul-Atlas (1883); seit 1950 (83. Aufl.) unter dem Titel Diercke Weltatlas.
Ebenso war der Name der Verlagsgruppe Droemer Knaur von Beginn an mit dem Verlag von Atlanten verknüpft, die Kartographie wurde jedoch von anderen Firmen hergestellt: 1928 bis 1935 und 1950 bis 1964 vom Columbus Verlag Paul Oestergaard, 1937 bis 1939 vom Bibliographischen Institut. Der spätere Knaurs Grosser Weltatlas ist eine ins Deutsche übersetzte Ausgabe des englischen Times Atlas of the World.
Auch nach 1945 sind noch hervorragende deutsche Atlanten erschienen, jedoch meistens noch nicht halb so umfassend wie Andrees oder Stielers Handatlas, aber so gut wie alle versehen mit dem Prädikat „groß“. Beispiele sind Der Große Bertelsmann Weltatlas von 1961 und der davon abstammende Bertelsmann Atlas International von 1963, der bereits genannte Duden-Lexikon Weltatlas, Herders Großer Weltatlas von 1958 und der wirklich große Die Erde – Meyers Großkarten-Edition von 1978. In der DDR erschien 1968 Haack Großer Weltatlas. Seit 1945 kann man aber nicht mehr von einer deutschen Hegemonie auf diesem Gebiet sprechen; diese wurde von Großbritannien und den Vereinigten Staaten übernommen.

#### Frankreich
Bei den französischen Atlanten steht der Atlas universel de géographie von 1911 von Vivien de Saint-Martin & Schrader an der Spitze. Mit gutem Recht sind auch Schraders Atlas de géographie moderne von 1889, Atlas général Vidal-Lablache von 1900 und Atlas Niox bekannt. Nur nach Abmessungen groß ist der Atlas International Larousse Politique et Économique von 1950.

#### Großbritannien
Die britische Kartografie basiert seit etwa 1850 auf den Veröffentlichungen von drei Verlagen:
- Bartholomew in Edinburgh
- Johnston ebenfalls in Edinburgh und
- Philip in London.

Von Bartholomew müssen genannt werden The Citizen’s Atlas of the World (1898, 10. und letzte Auflage 1952) und vor allem The Times Survey Atlas of the World (1922, mit 112 Karten und über 200.000 Namen, jahrelang der Stolz der britischen Kartographie) und der daraus entwickelte The Times Atlas of the World. Mid-Century Edition (5 Teile, 120 Karten, 1955–59, Ausgabe in einem Teil 1967; erschienen in vielerlei internationalen Ausgaben). Die Millenniumausgabe (1999) der Ausgabe von 1967 ist im Gegensatz zu seinen Vorgängern vollständig mit Computerkartografie hergestellt.
Von Johnston sind zu erwähnen The Royal Atlas of Modern Geography von 1861 und The Cosmographic Atlas … von 1884. Der bekannteste Atlas von Philip ist Philips’ (New) Handy General Atlas, letzte Auflage 1939. Der größte Atlas dieses Verlegers ist Philips’ (New) Imperial Atlas (1890), letzte Auflage 1942 mit 95 Karten und 100.000 Namen. Im Allgemeinen schaffen diese Werke es aber nicht die Qualität der deutschen Atlaskartographie dieser Periode zu übertreffen. Eine auffallende Merkwürdigkeit der britischen Atlanten ist zweifellos die enorme Vielfalt an Titeln (The Victoria Regina Atlas, The M.P. Atlas, The Multum In Parvo Atlas of the World, The Unrivalled Atlas, The Graphic Atlas), oft mit demselben Inhalt.

#### Italien
Der italienische Atlante Internazionale del Touring Club Italiano erschien zum ersten Mal 1927 und hat seine traditionelle Kartenansicht von überlegener Typografie und Geländedarstellung auch nach 1945 noch bis zu seiner letzten Ausgabe (1968, aktualisierter Neudruck 1977) behalten. Ein anderer bekannter, aber weniger umfassender italienischer Atlas in traditioneller Kartografie ist der Grande Atlante Geografico von Luigi Visintin (1922, 5. Aufl. 1959), der auch in einer deutschen Ausgabe (Goldmanns Großer Weltatlas 1955, 2. Aufl. 1963) erschienen ist.

#### Belgien
Noch zu Zeiten als Brüssel zu den Niederlanden gehörte, schuf Philippe Vandermaelen, Sohn eines reichen Seifenproduzenten, zwischen 1825 und 1827 den ersten Weltatlas Atlas universel de Géographie physique, politique, statistique et minéralogique mit einem einheitlichen Maßstab. Die 386 Karten der Landmassen im Maßstab 1:1.641.836 aus dem Atlas können zu einem Globus mit 7,75 Metern Durchmesser zusammengefügt werden. Der Atlas war außerdem der erste Atlas, der durchgehend lithografiert wurde. In den Details wie Höhe von Gebirgen, Verlauf von Gebirgszügen und Flussläufen der neuen Welt war er ziemlich ungenau. Zwischen 1827 und 1833 schuf er den Atlas de l'Europe auch mit einem einheitlichen Maßstab von 1:600.000 für alle Karten.

#### Niederlande
Die niederländische Atlaskartografie hat im 19. und 20. Jahrhundert nicht gerade sehr originelle Werke geliefert. Die Weltatlanten von Witkamp und Kuijper aus dem 19. Jahrhundert sind gewöhnlich Nachahmungen von Sydows oder Stielers Schulatlas. Im 20. Jahrhundert ist meistens die Rede von im Ausland hergestellte Übersetzungen für den niederländischen Markt, unter anderem durch Bartholomew, Rand McNally und Bertelsmann. Eine wichtige Ausnahme ist der Bosatlas, ein Schulatlas, der auch in andere Sprachen übersetzt worden ist. Heute gibt es auch einen Bos-Weltatlas. Von eigenem Boden sind weiter die im so genannten Kompas-Kartographie verfassten Atlanten von Elsevier (ab 1950) und Kompas selber (erschienen zwischen 1935 und 1960) ursprünglich niederländisch. Die Typografie ebenso wie das Gelände dieser Atlanten ist unbeholfen. Die Karten im Atlas von De Bezige Bij von 1951 sind belgischer Herkunft. Aus derselben Ecke stammt der von verschiedenen Zeitungen rund 1940 in mehreren Folgen veröffentlichte Weltatlas, der im Vergleich mit den niederländischen Produkten sehr umfassend ist, aber von gleicher, mäßiger Qualität.

#### Österreich und Österreich-Ungarn
Österreich hat Anfang 19. Jahrhundert sehr umfangreiche Atlanten aufzuweisen, beispielsweise der Allgemeine Hand-Atlas der ganzen Erde, verlegt bei J. Riedl in Wien (1817/19 – 55 × 36,5 cm – 90 Karten) oder der noch größer angelegte Handatlas herausgegeben von F.A. Schrämbl (Allgemeiner Großer Atlas, 1803, 64 × 44 cm mit 138 Karten). Bei der K.k. Schulbücher-Verschleiß-Administration oder bei Artaria & Co. (gegründet 1770) erschienen Schulatlanten. Nach dem Wiener Kongress (1815) bis in die 1860er Jahre aber dominierten deutsche Produkte – etwa hatte ein Exemplar von Stieler’s Schul-Atlas von 1852 erstmals einen eingebundenen Supplementteil zu Österreich. In der 1865 erschienenen 45. Auflage umfasste der Österreichteil sieben Karten (von 39).
Einen großen Aufstieg machte die österreichische Kartografie vor allem mittels Veröffentlichungen der Wiener – später fusionierten – geographischen Anstalten Artaria und Freytag & Berndt. Bei Artaria wurde der Handatlas von Scheda und Steinhauser (1868–92) verlegt und erschienen die Schulatlanten von Anton Steinhauser der Ältere (ab 1865), Karl Peucker (ab 1892) und Johann Georg Rothaug (ab 1880), der auch bei Tempsky in Wien einen Schulatlas gestaltet hatte (ab 1884). Die Atlanten von Rothaug kamen seit den 1880er Jahren auch bei Freytag & Berndt (später Freytag-Berndt u. Artaria) heraus und wendeten eine neue Farbhypsometrie an. Der Sohn J.G. Rothaugs, Rudolph Rothaug, gab dort 1911 den sehr weit verbreiteten Geographischen Atlas zur Vaterlandskunde an den österreichischen Mittelschulen heraus.
Weite Anerkennung erfuhren die bei Freytag & Berndt verlegten kleinen Weltatlanten von Gustav Freytag (G. Freytag’s Welt-Atlas, 1900–1935, laut einer Anzeige einem großen Atlas nicht nachstehend) und Anton Leo Hickmann (Geographisch-Statistischer Universal-Atlas, bis 1930/31). Auch die Karten des (großformatigen) Hartlebenschen Volks-Atlas sind von dieser Firma gefertigt worden.
Der Verlag Ed. Hölzel gab/gibt den bekanntesten österreichischen Schulatlas heraus: Den Kozenn – Atlas: einen Schulatlas seit 1861 in vielen Auflagen mit unterschiedlichen Bearbeitern, der aber in vielen Ländern (Frankreich, Niederlande, Belgien, Türkei …) auch als Weltatlas herausgegeben worden ist. Bemerkenswert ist weiter der bei Hölzel erschienene Physikalisch-statistische Hand-Atlas von Österreich-Ungarn, herausgegeben von Jos. Chavanne u. a. (40 Karten, 1887).
Bei M. Perles in Wien erschienen österreichisch-ungarische Ausgaben in der 4. und 5. Auflage des deutschen Andrees Allgemeinen Handatlas (1904 und 1909–13).
Die Firma J. Otto in Prag verlegte Ottuv Zemepisný Atlas (= Ottos geographischer Atlas), 38 Blätter, 1901 ff., größtenteils basiert auf E. Debes’ Neuer Handatlas. Eine 2. Auflage erschien 1924 nach der Teilung Österreich-Ungarns.

#### Polen
Die polnische Kartographie basiert auf einer langen Tradition, aber die hohe Qualität der polnischen Atlanten blieb außerhalb von Polen nahezu unbeachtet. Des Weiteren bekannt sind zwei polnische Weltatlanten von Eugeniusz Romer (1871–1954): der Powszechny Atlas Geograficzny (d. h. Allgemeiner Geographischer Atlas), Lemberg und Warschau, 1928, und der umfassende Wielki Powszechny Atlas Geograficzny (d. h. Großer Allgemeiner Geographischer Atlas), wovon die ersten Lieferungen 1936 erschienen sind; ein Projekt das infolge des Zweiten Weltkrieges abgebrochen wurde. Jüngern Datums ist der kleinere Powszechny Atlas Świata (d. h. Allgemeiner Weltatlas), verlegt von PPWK, Warschau, 1974. Aber der Atlas Świata (d. h. Weltatlas, 1962), produziert vom Vermessungsamt des polnischen Heeres, steht an oberster Stelle. Diese wichtige Arbeit wurde 1968 von The Pergamon Press in einer englischen Ausgabe unter dem Titel Pergamon World Atlas publiziert.

#### Russland
Dass die russische Kartographie, die anfangs auf wenig originelle Arbeit basiert war – so ist zum Beispiel der Atlas Marxa von 1905 größtenteils eine Übersetzung von Debes’ Handatlas – zu außerordentlichen Ergebnissen führen kann, beweist der große Atlas Mira von 1954. Im Jahr 1967 erschien sowohl eine zweite russische als auch eine erste englische Ausgabe dieses Atlanten (3. bzw. 2. Ausgabe 1999). Ein Vorgängerprojekt (Bolschoi Sowjetskii Atlas Mira) war wegen des Zweiten Weltkrieges unvollendet geblieben.

#### Schweiz
Die schweizerische Kartografie ist neben hervorragenden topographischen Landeskarten vor allem für den Schweizer Weltatlas (ehemals Schweizer Mittelschulatlas) bekannt. 1910 konnte die erste deutschsprachige Ausgabe herausgegeben werden, 1912 die französische und 1915 die italienische. Die Konferenz der kantonalen Erziehungsdirektoren ist verantwortlich für diesen gesamtschweizerischen Schulatlas.
Ein Weltatlas von Bedeutung war auch der Atlas von Ziegler 1851.
Der bekannteste kommerzielle Verleger von Karten und Plänen war Kümmerly & Frey in Bern, heute Hallwag Kümmerly + Frey (eine Tochtergesellschaft von MairDumont; Kümmerly + Frey war bis zum Konkurs 2001 ein eigenständiger und bekannter Kartenverleger, der danach vom Kartenverlag Hallwag übernommen wurde). Ein weiterer bekannter Verleger ist Orell Füssli Kartografie sowie dessen indirekter Vorgänger Kartographia Winterthur.
Der Atlas der Schweiz ist der thematische Nationalatlas, den es seit 1965 als gedrucktes Werk und seit 2000 ausschließlich in digitaler Form gibt. Er wird in den Sprachen Deutsch, Französisch, Italienisch und Englisch herausgegeben. Im 2D-Teil befassen sich über 650 Kartenthemen mit den Themen Wetter & Klima, Geologie & Rohstoffe, Boden, Wasser, Eis & Schnee, Landschaften, Pflanzen und Tiere. Mehr als 350 statistische Karten stehen in den Bereichen Gesellschaft, Wirtschaft, Staat & Politik, Schweiz & Europa zur Verfügung. Im 3D-Teil lassen sich Panoramen und Blockbilder mit Satellitenbild, Seen, Wald, Siedlungen und Gletscher kombinieren. Dazu können auch Nebel, Schlagschatten, Höhenstufen, Hangneigung, Exposition, Sichtbarkeit und Geländeprofile berechnet und dargestellt werden.

#### Spanien
Der erste umfassende Weltatlas als Erzeugnis spanischer Kartographie wurde erst in den fünfziger Jahren des vorigen Jahrhunderts veröffentlicht, der Atlas Universal Aguilar (1954, 116 Kartenblätter einschl. eines Atlas von Spanien; 6 Auflagen bis 1968), verlegt bei Aguilar, S.A. de Ediciones zu Madrid. Dieses Werk wurde noch überragt von dem dreibändigen Folianten desselben Verlegers, dem Gran Atlas Aguilar (1969/70), mit 406 Seiten geographischen und thematischen Karten nach Umfang und Inhalt einer der größten umfassenden Atlanten die nach dem Zweiten Weltkrieg publiziert wurden. Eine Auslese davon heißt Atlas Mundial Gráfico Aguilar (1976), ebenfalls veröffentlicht in englischer Sprache.

#### Tschechoslowakei
Der tschechoslowakische Československý Vojenský Atlas (= Tschechoslowakischer Militärischer Atlas) von 1965/66 ist ein Weltatlas mit einem Anhang, worin sehr detailliert der Verlauf von vielen Schlachten geschildert worden ist.

#### USA
Nach dem Fall der deutschen Hegemonie kamen die amerikanischen Atlanten zur Blüte mit Rand McNallys International Atlas von 1969 und dem Nachfolger The New International Atlas von 1981. Genau wie der britische Times erschien dieser in vielen internationalen Ausgaben. Die Karten in diesen Ausgaben gleichen wegen der Typografie Routenkarten. Auch die Verwendung von Druckbuchstaben für Ortsnamen, wie auf den Karten der bekannten Atlanten von Hammond, ist weniger zutreffend.

### Nach 2000

#### Digitaler topographischer Atlas von NASA und Meti
2009 wurde ein digitaler topographischer Atlas von der amerikanischen Raumfahrtbehörde NASA und dem japanischen Ministerium für Wirtschaft, Handel und Industrie (Meti) veröffentlicht, dem für weite Gebiete der Erde (99 Prozent) eine einheitliche Erfassung der Daten im 30-m-Abstand zugrunde liegt. Er ist seit Dezember 1999 durch Aufnahmen der abgeschlossenen „Shuttle Radar Topography Mission“, einer Erkundung der Erde im Radarbereich mit dem japanischen ASTER-Instrument („Advanced Spaceborne Thermal Emission and Reflection Radiometer“) an Bord des NASA-Satelliten „Terra“ entstanden.

## Audio-Atlanten
Audio- oder auch „sprechende Atlanten“ sind Atlanten, welche mit Hilfe von gesammelten Audio-Dateien die Sprache oder einen bestimmten Dialekt einer Sprachregion online präsentieren und wiedergeben können.
Dazu wurden – und werden noch immer – von Forschern gezielt Fragen an ausgewählte Probanden aus verschiedenen Regionen der Welt gestellt und diese mit Hilfe von Aufnahmegeräten aufgezeichnet und sortiert.
Große online zugängliche Datenbanken beinhaltet beispielsweise der Atlante sintattico della Calabria, der Vivaio Acustico delle Lingue e dei Dialette d’Italia und weitere.

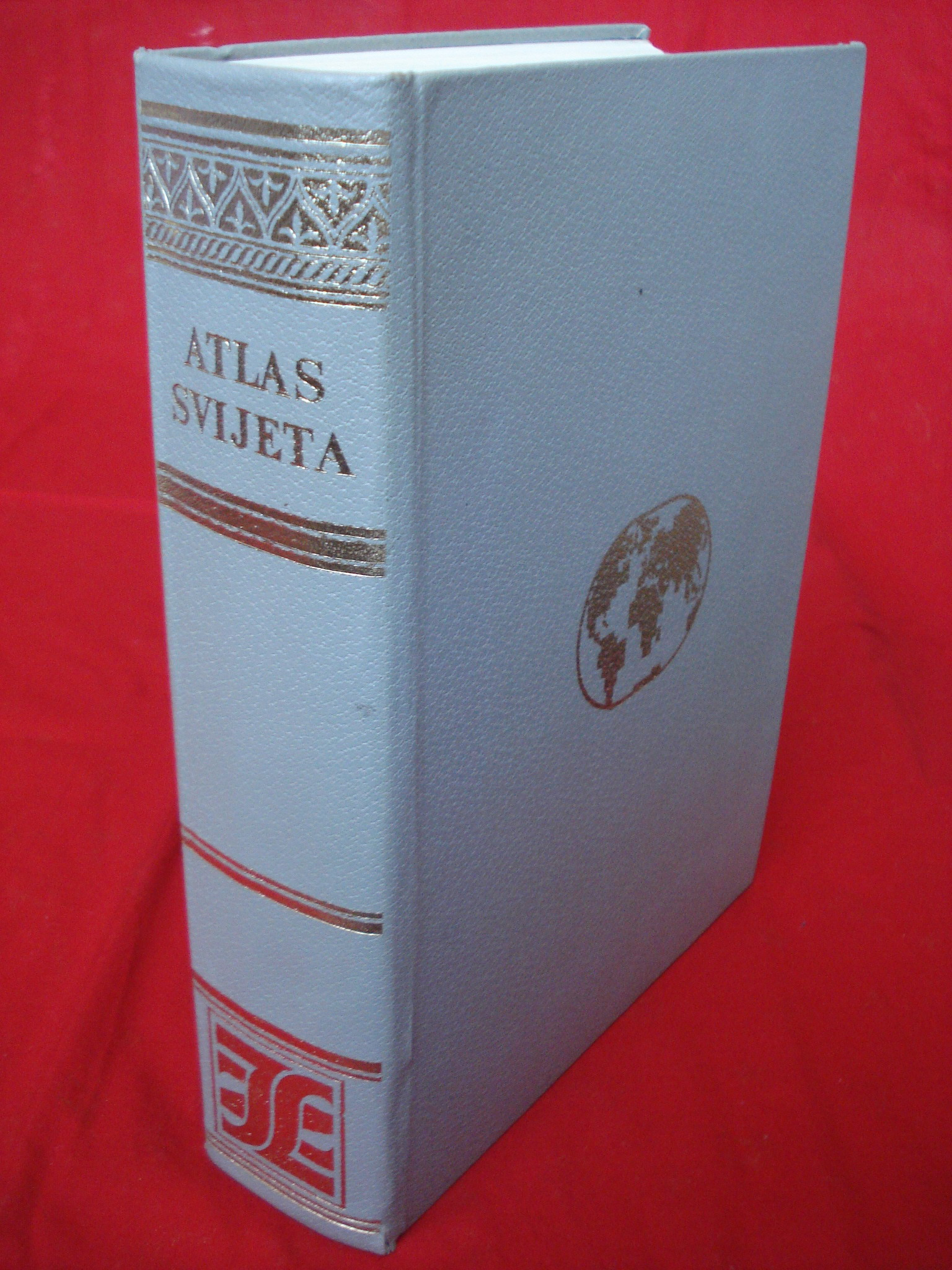
Weltatlas veröffentlicht vom Lexikographischen Institut Miroslav Krleža in Kroatien

## Herstellung

### Gravierer
Der Stich auf Stahl oder meistens Kupfer für die Karten wurde oft von einer erlesenen Gruppe Gravierer hergestellt, die auf Deutsch Stecher genannt werden. Diese Gravierer arbeiteten als kleine selbständige Unternehmer und der Beruf wurde von Vater auf Sohn vererbt. Gravierer arbeiteten für verschiedene Verlage oder waren selber auch Verleger. Hierdurch begegnet man in den Atlanten dieser Zeit immer wieder denselben Namen. Beim Druck vom Stein (Lithografie) spricht man von Steingravur.

### Technik
Als Technik wurde ursprünglich der Kupferdruck verwendet, weil es die besten Resultate ergab. Im Laufe des 19. Jahrhunderts wurde diese Technik ersetzt durch Lithografie, die unter anderem den Vorteil hat, dass auch maschineller Farbdruck möglich ist.
Als eines der wenigen verwendete das Bibliographische Institut, Hildburghausen den härteren Stahlstich, der größere Auflagen zuließ. In Großbritannien wurde der Stahlstich übrigens, auch nach der Erfindung des Galvanisierens von Kupferplatten um 1840, noch längere Zeit verwendet.
Moderne Atlanten verwenden die Technik Geographischer Informationssysteme. Ein Beispiel ist der Alpenatlas (2008)..
.

## Berühmte Atlanten
- Atlas Blaeu-Van der Hem – UNESCO-Weltdokumentenerbe[6]
- Sammelatlas Ryhiner[7]